# السائق البسيط
السائق البسيط هو فيلم مستقل أمريكي صدر عام 1969 من تأليف وإخراج وبطولة دينيس هوبر. شاركه التأليف وبطولة الفيلم بيتر فوندا. يحكي الفيلم قصة سائقي دراجة نارية ورحلتهما من لوس أنجلوس عبر الجنوب الغربي باتجاه لويزيانا. ويطرح التغيرات الاجتماعية في الولايات المتحدة خلال الستينات الميلادية مثل ظهور حركة الهيبيز وانتشار المخدرات وظاهرة الجماعات المنعزلة. ساعد نجاح الفيلم في ازدهار ما أطلق عليه موجة «هوليود الجديدة». حصل الفيلم على إحدى جوائز مهرجان كان السينمائي. ورشح لجائزتي أوسكار. أدرج الفيلم ضمن السجل الوطني للأفلام عام 1998؛ وفي نفس العام اختاره معهد الفيلم الأمريكي في قائمة أفضل 100 فيلم أمريكي.

## نبذة
يعتبر هذا الفيلم من «أفلام الطريق» (road movie). وموضوعه هو ظاهرة الهيبيز التي ظهرت في جيل الستينات. يروي الفيلم رحلة اثنين من السائقين الشباب، وايت (بيتر فوندا) وبيلي (دينس هوبر)، الذين بعد أن باعا كمية كبيرة من المخدرات، يقرران ترك لوس أنجليس والذهاب للمشاركة في احتفال وكرنفال في نيو أورليانز صحبة المال المكتسب. خلال عبورهما للولايات المتحدة على دراجتين ناريتين، يشاهدان ويكتشفان طريقة حياة مجتمع الهبي. بعد ذلك، اتهموا زورا بالمشاركة غير المشروعة في موكب، فيتم زجهم في السجن. وهناك يتعاطفون مع جورج هانسون (جاك نيكلسون)، وهو محامي مناصر للحقوق المدنية، الذي ينضم إليهم لبقية الرحلة. ويواجه الصحبة ثلاثتهم أمريكا العميقة والعنصرية والمحافظة، التي ترفض تطور الستينيات.

## الترشيحات للجوائز
- دينيس هوبر:
  - السعفة الذهبية
  - جائزة الأوسكار لأفضل كتابة
- جاك نيكلسون:
  - جائزة الأوسكار لأفضل ممثل مساعد
  - جائزة غولدن غلوب لأفضل ممثل مساعد
  - جائزة البافتا لأفضل ممثل في دور ثانوي

## ولادة هوليوود الجديدة
«السائق البسيط» يمثل ولادة ما يطلق عليه «هوليوود الجديدة»، التي ظهرت في أواخر الستينات. كانت هناك قبله بالطبع أفلام مثل بوني وكلايد والخريج، لكن مع ظهور «السائق البسيط» برزت «هوليوود الجديدة»، التي كانت ثورة على نظام الإنتاج الكلاسيكي الراسخ في هوليوود، الذي فقد زخمه في ذلك الوقت.
كانت هذه الحركة السينمائية، التي كانت مستوحاة من سينما «الواقعية الإيطالية» وسينما «الموجة الفرنسية الجديدة»، هي جزء من الثقافة الأمريكية المضادة. التقط صانعو الأفلام الأمريكيون الشباب مبدأ الحرية الذي طرحته الموجة الجديدة، من خلال التمرد على مديري الاستوديوهات في هوليوود. هذا البناء الجديد من السرد والجمالية في الموجة الجديدة سوف يؤثر على السينما الأوروبية في المقابل.
أصبحت السينما في هوليوود الجديدة سينما مخرجين وليست سينما منتجين، وهي سينما ترتقي بالفن السابع وترفض نظام الإنتاج الترفيهي البحت.

## مزيد من الاطلاع
- «دينيس هوبر».. ابن هوليوود الذي لفظته من رحمها
- رحلة في عالم سينما 1968
- درّاجة دنيس هوبر تزور بيروت

## روابط خارجية
- السائق البسيط على موقع IMDb (الإنجليزية)
- السائق البسيط على موقع ميتاكريتيك (الإنجليزية)
- السائق البسيط على موقع الموسوعة البريطانية (الإنجليزية)
- السائق البسيط على موقع روتن توميتوز (الإنجليزية)
- السائق البسيط على موقع نتفليكس (الإنجليزية)
- السائق البسيط على موقع قاعدة بيانات الأفلام العربية
- السائق البسيط على موقع ألو سيني (الفرنسية)
- السائق البسيط على موقع Turner Classic Movies (الإنجليزية)
- السائق البسيط على موقع أول موفي (الإنجليزية)
- السائق البسيط على موقع بوكس أوفيس موجو (الإنجليزية)